# Leucocelis maculicollis
Leucocelis maculicollis är en skalbaggsart som beskrevs av Moser 1913. Leucocelis maculicollis ingår i släktet Leucocelis och familjen Cetoniidae. Utöver nominatformen finns också underarten L. m. quentini.